# Maubec (Vaucluse)
Maubec é uma comuna francesa na região administrativa da Provença-Alpes-Costa Azul, no departamento de Vaucluse. Estende-se por uma área de 9.13 km². Em 2010 a comuna tinha 1 981 habitantes (densidade: 217 hab./km²).